# Bermatingen
Bermatingen es un municipio alemán perteneciente al distrito del lago de Constanza en el estado federado de Baden-Wurtemberg.